# Kuvajt na Olimpijskim igrama
Kuvajt je 12 puta sudjelova na Ljetnim Olimpijskim igrama. Nije do sada sudjelovao na Zimskim igrama.
Na Olimpijskim igrama u Barceloni 1992., Kuvajt osvaja brončanu medalju u taekwondou koji se tada još uvijek nije ubrajao u olimpijske discipline. Prvo odličje bila je bronca koju je u Sydneyu 2000., osvojio Fehaid Al-Deehani u streljaštvu. Isti natjecatelj je osvojio i drugu broncu na Igrama u Londonu 2012.
Kuvajtski olimpijski odbor osnovan je 1957. a potpuno priznanje Međunarodnog olimpijskog odbora uslijedilo je 1966.

## Medalje
| Medalja | Ime               | Igre         | Sport       | Disciplina     |
| ------- | ----------------- | ------------ | ----------- | -------------- |
| bronca  | Fehaid Al-Deehani | Sydney 2000. | streljaštvo | dvostruki trap |
| bronca  | Fehaid Al-Deehani | London 2012. | streljaštvo | trap           |